# Understand This
Understand This è il terzo album del rapper Grand Puba.

## Tracce
| #  | Titolo                   | Produttore | Performer (s)                        |
| -- | ------------------------ | ---------- | ------------------------------------ |
| 1  | "Grand Pu"               | Grand Puba | Grand Puba                           |
| 2  | "All Day"                | Grand Puba | Grand Puba                           |
| 3  | "Issues"                 | Grand Puba | Grand Puba                           |
| 4  | "What U Gonna Do For Me" | Grand Puba | Grand Puba, Tiffany Johnson          |
| 5  | "Skit 1"                 |            | *Interlude*                          |
| 6  | "Don't Lie to Me"        | Grand Puba | Grand Puba                           |
| 7  | "Skit 2"                 |            | *Interlude*                          |
| 8  | "What's Up Wit It"       | Grand Puba | Grand Puba, Sadat X, Tiffany Johnson |
| 9  | "Skit 3"                 |            | *Interlude*                          |
| 10 | "Dreams"                 | Grand Puba | Grand Puba                           |
| 11 | "Skit 4"                 |            | *Interlude*                          |
| 12 | "Understand This"        | Grand Puba | Grand Puba                           |
| 13 | "Skit 5"                 |            | *Interlude*                          |
| 14 | "Baby Mama Drama"        | Grand Puba | Grand Puba                           |
| 15 | "Up & Down"              | Grand Puba | Grand Puba                           |
| 16 | "Skit 6"                 |            | *Interlude*                          |
| 17 | "What U Want"            | Grand Puba | Grand Puba, Tiffany Johnson          |
| 18 | "Keep it Movin'"         | Grand Puba | Grand Puba, Sadat X, Lord Jamar      |
| 19 | "Spazz Out 2"            | Grand Puba | Grand Puba, The Restless             |
| 20 | "How Many More"          | Grand Puba | Grand Puba                           |